# Hameau de Boulainvilliers
Le hameau de Boulainvilliers est une voie du 16e arrondissement de Paris, en France.

## Situation et accès
Le hameau de Boulainvilliers est une voie privée située dans le 16e arrondissement de Paris. Il débute à l'angle du 29, rue de Boulainvilliers et du 45, rue du Ranelagh et se termine au 63, rue du Ranelagh.

## Origine du nom
Le hameau doit son nom au voisinage de la rue de Boulainvilliers.

## Historique
Le hameau de Boulainvilliers est créé en 1838-1839 sur le domaine de Boulainvilliers, vendu en 1825 par son dernier propriétaire, M. Cabal, notaire à la société Roëhn, qui démolit le château et lotit les terrains du parc pour créer le nouveau quartier de Boulainvilliers,,.
En 1974, le hameau est inscrit comme « site pittoresque ».

## Bâtiments remarquables et lieux de mémoire
- No 4 : ambassade des Philippines en France.
- No 9 : le comédien Joseph Samson y meurt en 1871[1].
- No 11 : le comédien Edmond Got (1822-1901) y est mort ; il vivait ici depuis 1872[1].
- No 29 : y vécurent :
  - Pierre Louÿs[1] ;
  - Stéphane Mallarmé, qui y habita dès son enfance, son père Numa y étant propriétaire depuis 1844 ;
  - l'académicien poète Fernand Gregh (1873-1960)[5] ;
  - Suzanne Lenglen, championne olympique, qui y est née en 1899[6].

## Dans la littérature
L'académicien Claude Farrère décrit le hameau dans son livre Le Dernier Dieu.

## Galerie

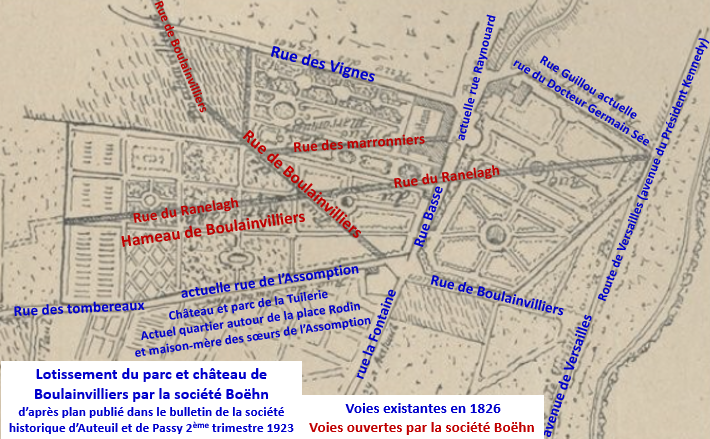
Lotissement du parc de Boulainvilliers.
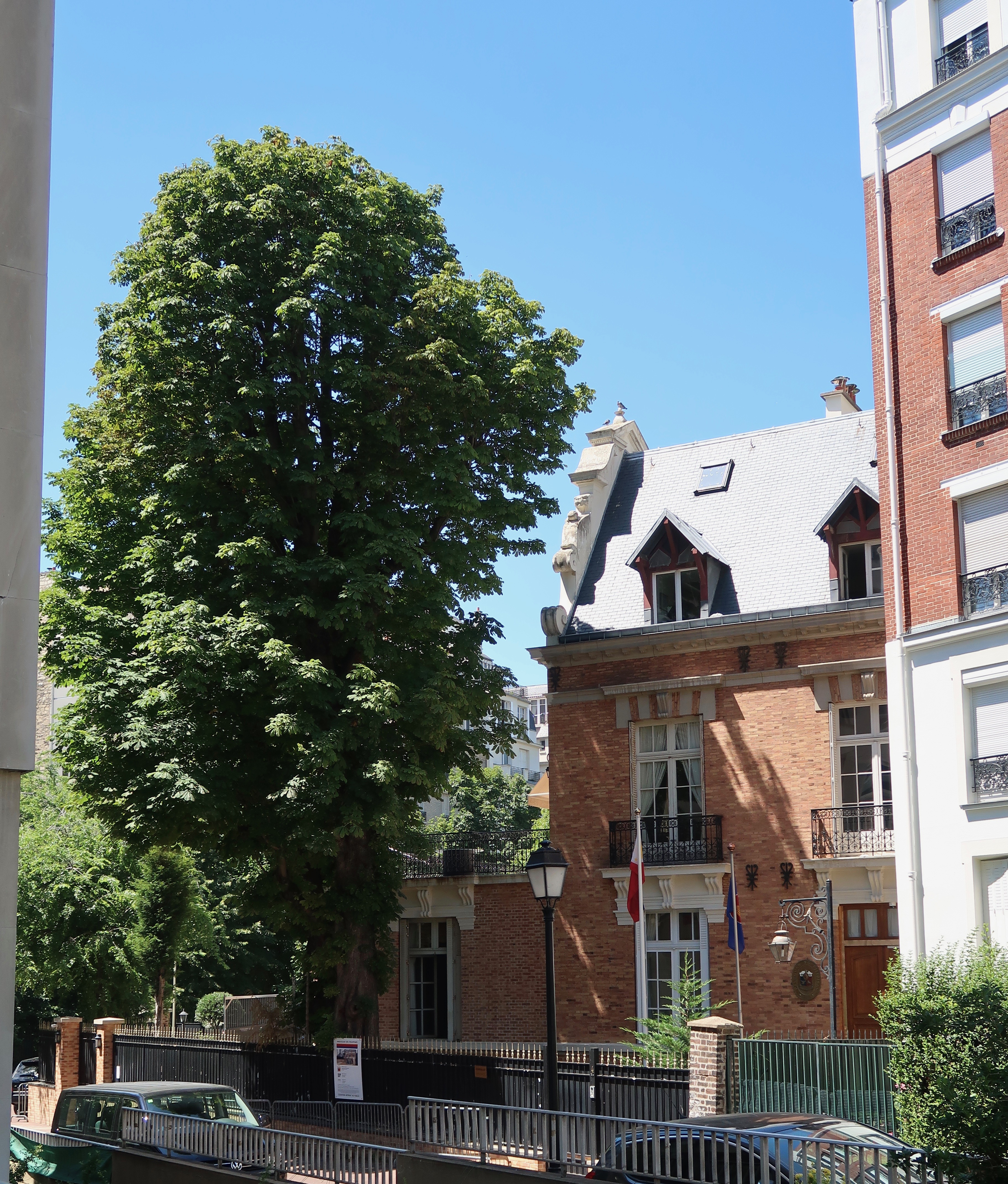
L'ambassade des Philippines.